# Cutias
Cutias är en kommun i Brasilien.   Den ligger i delstaten Amapá, i den norra delen av landet, 1 900 km norr om huvudstaden Brasília. Antalet invånare är 4 634.
Omgivningarna runt Cutias är en mosaik av jordbruksmark och naturlig växtlighet. Runt Cutias är det mycket glesbefolkat, med 2 invånare per kvadratkilometer.